# Adolph von Carlowitz
Hans Karl Adolph von Carlowitz (Riesa, 25. ožujka 1858. -  Gersdorf, 9. srpnja 1928.) je bio njemački general i vojni zapovjednik. Tijekom Prvog svjetskog rata zapovijedao je s više korpusa i armija na Zapadnom i Istočnom bojištu.

## Vojna karijera
Adolph von Carlowitz rođen je 25. ožujka 1858. godine u Riesi u saskoj plemićkoj obitelji od oca Georga von Carlowitza i majke Ide von Könneritz. Carlowitz je počeo studirati pravo na sveučilištu u Leipzigu, ali se 1877. odlučio za vojnu karijeru te stupio u sasku vojsku. U razdoblju od 1885. do 1888., pohađao je Prusku vojnu akademiju nakon čega je služio kao u raznim jedinicama saske vojske kao i u Glavnom stožeru u Berlinu kao stožerni časnik. Čin pukovnika dostigao je 1907. godine, general bojnikom je postao 1910. godine, dok je 1913. godine promaknut u čin general poručnika. Neposredno pred početak Prvog svjetskog rata, u svibnju 1914., Carlowitz je imenovan ministrom rata Kraljevine Saske zamijenivši na tom položaju Maxa von Hausena.

## Prvi svjetski rat
Na početku Prvog svjetskog rata Carlowitz je obzirom na svoj položaj trebao dobiti zapovjedništvo nad nekom od armija njemačke vojske. Međutim, postao je zapovjednikom novoformiranog XXVII. pričuvnog korpusa koji je bio u sastavu njemačke 4. armije. Zapovijedavši navedenim korpusom sudjeluje u Prvoj bitci kod Ypresa nakon čega zbog zdravstvenih problema sa srcem odlazi na dopust. Nakon što mu se zdravstveno stanje poboljšalo dobiva zapovjedništvo nad 12. pričuvnom divizijom, da bi nakon toga u kolovozu 1915. postao zapovjednikom III. pričuvnog korpusa koji se nalazio na Istočnom bojištu. Zapovijedajući navedenim korpusom sudjeluje u suzbijanju Brusilovljeve ofenzive u ljeto 1916. godine.
U ljeto 1917. godine Carlowitz postaje zapovjednikom XIX. korpusa koji se nalazio na Zapadnom bojištu zamijenivši preminulog Maximiliana von Lafferta. Kao zapovjednik navedenog korpusa sudjeluje u Proljetnoj ofenzivi u travnju 1918. godine. U kolovozu 1918. zamjenjuje oboljelog Fritza von Belowa na zapovjedništvu 9. armije kojom je zapovijedao nešto više od mjesec dana. Ubrzo nakon toga, u rujnu 1918., dobiva zapovjedništvo nad 2. armijom zamijenivši Georga von der Marwitza koji je u savezničkoj Ofenzivi od 100 dana pretrpio teške poraze. Na čelu 2. armije dočekao je i kraj Prvog svjetskog rata.

## Poslije rata
Nakon završetka rata u siječnju 1919. Carlowitz odlazi u mirovinu, te ostatak života provodi u Gersdorfu. Preminuo je 9. srpnja 1928. godine u 70. godini života u Gersdorfu, te je pokopan na vojnom groblju u Dresdenu. Bio se oženjen Priskom von Stieglitz s kojom je imao jednog sina i tri kćeri.

## Vanjske poveznice
(eng.) Adolph von Carlowitz na stranici Prussianmachine.com

(njem.) Adolph von Carlowitz na stranici Deutschland14-18.de
| Prethodnik:     | Zapovjednik 9. armije Adolph von Carlowitz | Nasljednik: |
| Fritz von Below | Zapovjednik 9. armije Adolph von Carlowitz | nitko       |

| Prethodnik:           | Zapovjednik 2. armije Adolph von Carlowitz | Nasljednik: |
| Georg von der Marwitz | Zapovjednik 2. armije Adolph von Carlowitz | nitko       |